# HMS Curacoa (1854)
La HMS Curacoa è stata una fregata ad elica classe Tribune della Royal Navy, la marina britannica, varata nel 1854, da non confondersi con navi omonime che, nei decenni successivi, sono state in servizio nella stessa.
Essa servì nel mar Mediterraneo tra il 1854 e il 1857 e poi nel mar Nero, nel corso della Guerra di Crimea. Il 17 ottobre 1855 prese parte al bombardamento dei forti sulla penisola di Kinburn inquadrata in una forza mista anglo-francese. Fece parte della Channel Fleet tra il 1857 e il 1859, quindi fu destinata al Comando della flotta britannica in Nord America e nelle Indie Occidentali tra il 1859 e il 1862.
In seguito fu inviata in Australia, dove rimase fino al 1866.  Fu la nave ammiraglia dell'Australia Station dal 20 aprile 1863 al maggio 1866, con armamento di bordo ridotto a 23 cannoni nel 1863.
Durante l'invasione di Waikato, la sua compagnia di bordo provvide a rafforzare la Brigata Navale ad Auckland (Nuova Zelanda) il 2 ottobre 1863.
Fu poi fatta rientrare nel Regno Unito nel 1866 e mandata in disarmo nel 1869.